# Sabine Haubitz
Sabine Haubitz (* 4. September 1959 in Nördlingen; † 19. März 2014 in Bergün) war eine deutsche Künstlerin.

## Leben
Ihr Studium der Malerei und Fotografie absolvierte sie von 1984 bis 1986 an der Hochschule der Künste Berlin (heute: Universität der Künste Berlin) und von 1986 bis 1992 an der Akademie der Bildenden Künste München. Von 1993 bis 1996 war sie dort Assistentin von Andreas von Weizsäcker.
1998 schloss sich Sabine Haubitz in München mit der bildenden Künstlerin Stefanie Zoche unter dem Namen Haubitz + Zoche zu einer künstlerischen Arbeitsgemeinschaft zusammen.
Sabine Haubitz verunglückte im März 2014 bei einer Skitour in der Schweiz tödlich. Stefanie Zoche führt das Werk unter ihrem eigenen Namen weiter.

## Auszeichnungen
- 1988: Kodak-Nachwuchsförderpreis
- 1995: Förderstipendium der Erwin-und-Gisela-von-Steiner-Stiftung
- 1996: Projektstipendium der Landeshauptstadt München
- 1999: Stipendium der Prinzregent-Luitpold-Stiftung
- 2006/2007: Deutscher Fotobuchpreis für „Sinai Hotels“